# Salers (Cantal)

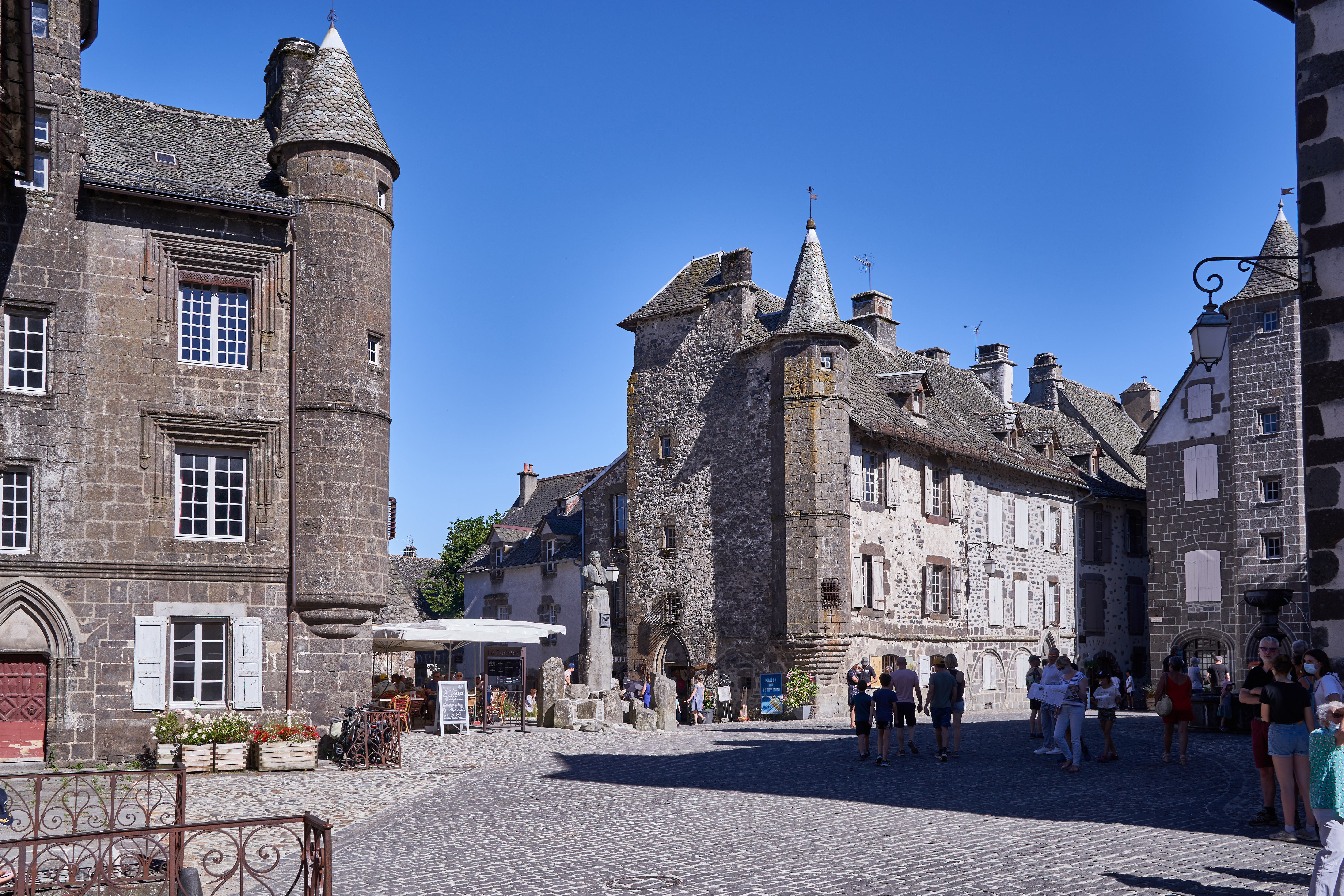
Plaza Tyssandier-d'Escous

Salers (en occitano, Salèrn) es una comuna francesa situada en el departamento de Cantal, en la región de Auvernia-Ródano-Alpes.
Se encuentra en el extremo occidental del macizo montañoso de Cantal, a unos 900 metros de altitud y relativamente alejada de las grandes zonas urbanas.

## Historia
Las primeras construcciones se extendieron en lo alto de una loma basáltica en torno al castillo de los Señores de Salers.
La comuna conserva un buen número de edificios (tanto públicos como privados) construidos en la piedra volcánica negra que es típica de la región, lo que le vale estar clasificada en la categoría de Les Plus Beaux Villages de France.
Además da nombre a una raza bovina y a un tipo de queso

## Demografía
| 533 | 521 | 480 | 451 | 439 | 401 | 321 |
| Para los censos de 1962 a 1999 la población legal corresponde a la población sin duplicidades (Fuente: INSEE [Consultar]) |     |     |     |     |     |     |